# Compras de Sursock

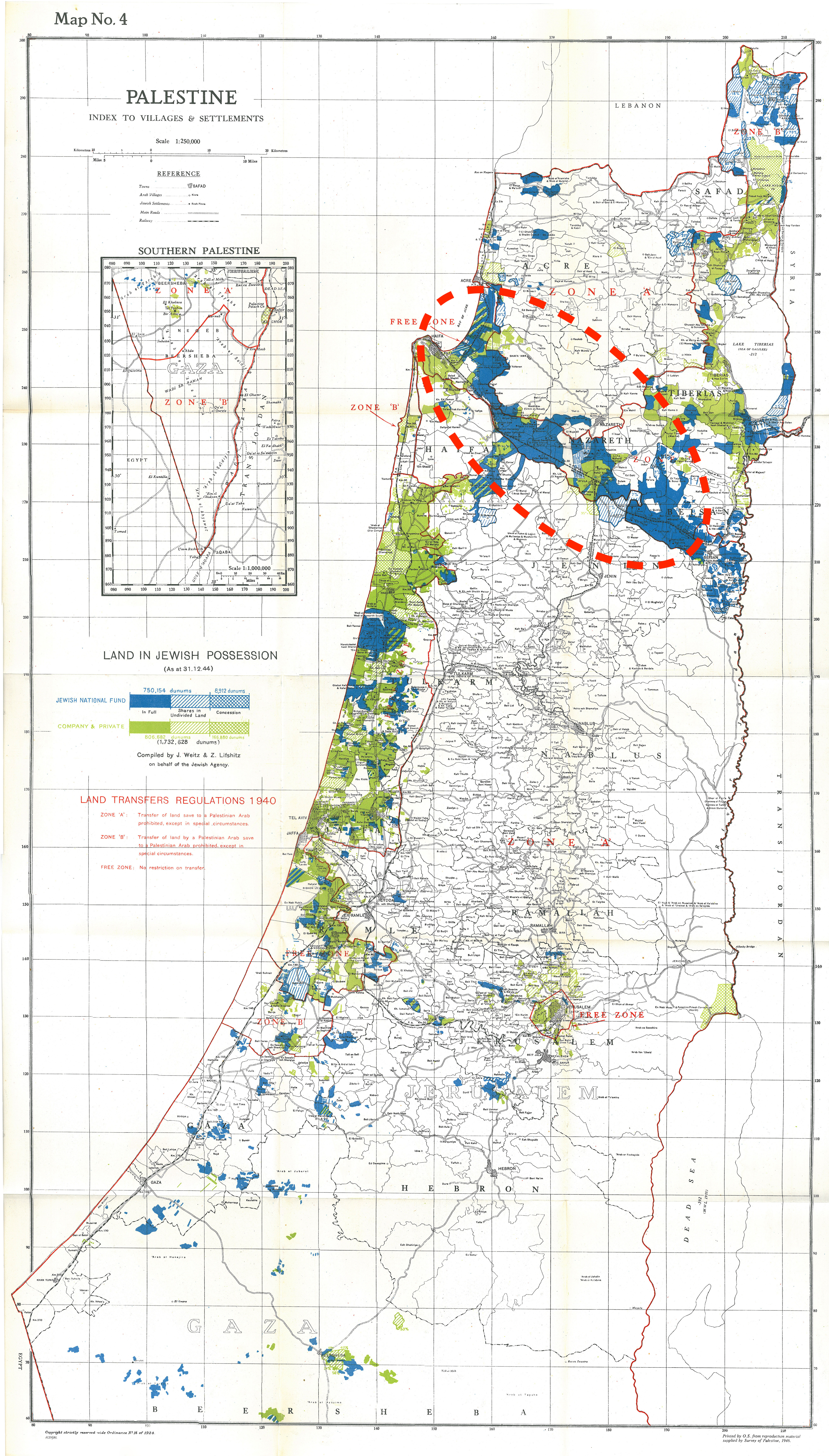
A compra de Sursock (círculo pontilhado em vermelho) ilustrada em um mapa de compra de terras judaicas na Palestina em 1944; em azul escuro estão representadas as terras então pertencentes ao Fundo Nacional Judaico, das quais a maior parte na área circulada fora adquirida na Compra de Sursock.

As Compras de Sursock foram transações realizadas por organizações judaicas para aquisição das terras pertencentes à família cristã ortodoxa grega libanesa Sursock na Síria otomana entre os anos de 1901 a 1925. As transações incluíram o Vale de Jizreel e a Baía de Haifa, entre outras terras que hoje fazem parte do Estado de Israel. Tomadas em conjunto, representam a maior aquisição de terras por judeus na Palestina durante as ondas de imigração modernas.
A família Sursock vivia em Beirute, onde controlava um conglomerado de indústrias e empresas de transporte que se beneficiava da exportação para a Europa. O Vale de Jizreel era considerado a região mais fértil da Palestina, e seus moradores pagavam uma taxa de arrendamento para os proprietários. A Compra de Sursock representou 58% das compras de terras de proprietários estrangeiros ausentes, conforme identificado numa lista parcial em um memorando de 25 de fevereiro de 1946 submetido pelo Comitê Superior Árabe ao Comitê de Pesquisa Anglo-Americano.  Os compradores exigiram que a população existente fosse realojada e, como resultado, os arrendatários árabes palestinos foram despejados e aproximadamente 20 a 25 aldeias foram despovoadas. Parte da população despejada recebeu uma indenização, ainda que a lei do Mandato Britânico não os obrigasse a pagar. O montante total vendido pelos Sursock e seus associados representou 22% de todas as terras compradas pelos judeus na Palestina até 1948. Em 1907, Arthur Ruppin já registrava que esta venda era percebida como de vital importância para sustentar a continuidade territorial do assentamento judaico na Palestina.
A resposta árabe às Compras de Sursock ficou conhecida como "Caso Fula", que é considerado "um dos primeiros episódios de oposição organizada à compra de terras sionistas na Palestina".

## Contexto
Durante grande parte do período de domínio otomano, as terras baixas da Palestina sofreram com o despovoamento devido às condições insalubres das planícies e à insegurança da vida no local. Segundo Henry Laurens, tal situação não era peculiar àquela região, mas refletia um traço geral comum a todas as regiões litorais ao norte e ao sul do Mediterrâneo. A malária era comum na área, especialmente nas planícies, dificultando a colonização e permitindo que os beduínos se estabelecessem ali. Durante os anos de seca, os beduínos do ghor invadiam terras cultivadas pelos felain locais, cobrindo toda a área com suas tendas. Nômades “permanentes”, os beduínos de ascendência turcomana viviam no Vale de Jizreel durante o verão e o outono, e depois atravessavam as Colinas de Manassés para passar o inverno entre o Vale e a região de Sharon.

## Compras pelos Sursock
Em 1872, o governo otomano vendeu o Vale de Jizreel (em árabe, Marj ibn Amir) à família Sursock por aproximadamente £20.000. A família adquiriu 230.000 a 400.000 dunams (90.000 acres ou 364 km2). Estas compras foram realizadas ao longo de vários anos.
O negócio, juntamente com outras transações de terras na área, desalojou os beduínos locais. Os Sursocks começaram rapidamente a repovoar aldeias há muito abandonadas por meio de arrendatários. A maioria dessas aldeias ficava nos arredores do vale.
De acordo com o depoimento de Frances E. Newton na Comissão Shaw, observou-se a gênese da compra de Sursock: "... essas terras passaram à posse dos Sursock por meio de um empréstimo que ele havia feito ao governo turco. O governo turco nunca teve qualquer intenção de afastar os árabes da terra. Era mais uma espécie de hipoteca, e os Sursock estavam recebendo os juros sobre seu dinheiro... Os Sursock não tinham a posse dos terrenos no negócio original. Posteriormente, entretanto, eles solicitaram ao governo que lhes desse os títulos de propriedade." 

Em 1878, Claude Reignier Conder explicou:
Um fato curioso, que demonstra a infame condição da administração, também verificamos aqui. Um banqueiro grego chamado Sursuk, com quem o governo tinha dívidas, foi autorizado a comprar a metade norte da Grande Planície e algumas das vilas de Nazaré por uma quantia ridiculamente pequena de £20.000, para uma extensão de setenta milhas quadradas; os impostos das vinte vilas somavam £4.000, de forma que a renda média não seria de menos que £12.000, considerando anos bons e ruins. O cultivo foi substancialmente melhorado sob seus cuidados, e a propriedade já deve ter se valorizado imensamente. Ou deveria, se o negócio pudesse ser considerado seguro; mas é altamente provável que o governo apreenda a terra novamente quando valer a pena fazê-lo. Os camponeses atribuem a compra à intriga russa, estando convencidos de que seu odiado inimigo tem os olhos avidamente voltados para a Palestina e para Jerusalém como capital religiosa, e está sempre ocupado em ganhar espaço no país.

## Compras pelos judeus

### Discussões iniciais
Em 1891, Yehoshua Hankin, que havia imigrado da Rússia para a Palestina alguns anos antes, iniciou negociações para adquirir o Vale de Jizreel; mas as negociações foram encerradas quando o governo otomano promulgou uma proibição à imigração judaica.

Em 10 de março de 1897, Theodor Herzl escreveu sobre a família Sursock em seu diário, observando o início das negociações com a Associação de Colonização Judaica para a compra de 97 aldeias na Palestina: 
A Associação de Colonização Judaica está atualmente negociando com uma família grega (Soursouk é o nome, eu acho) para a compra de 97 aldeias na Palestina. Esses gregos vivem em Paris, perderam seu dinheiro no jogo e desejam vender seus imóveis (3 % de toda a área da Palestina, de acordo com Bambus) por 7 milhões de francos.
A Organização Sionista considerou o Vale de Jizreel como a área mais estratégica para compra, mais até do que a região costeira da Palestina. Isso era devido à oportunidade de desenvolver agricultura em larga escala no Vale além da velocidade com que a colonização poderia ser implementada devido ao grande tamanho das terras. Na região costeira, as terras eram menos férteis e os lotes disponíveis para compra eram bem menores. O governo otomano fez uma série de tentativas para limitar a aquisição em massa de terras e a imigração, mas essas restrições não duraram muito devido à pressão europeia sob os termos das capitulações.

### Compras da Associação de Colonização Judaica (1901)
Em 1901, a Associação de Colonização Judaica (JCA), tendo sido impedida de comprar terras no Mutassarrifado de Jerusalém, fez sua primeira grande compra no norte da Palestina, adquirindo 31.500 dunums de terra perto de Tiberíades da família Sursock e de seus sócios.

### Caso Fula de 1910–1911

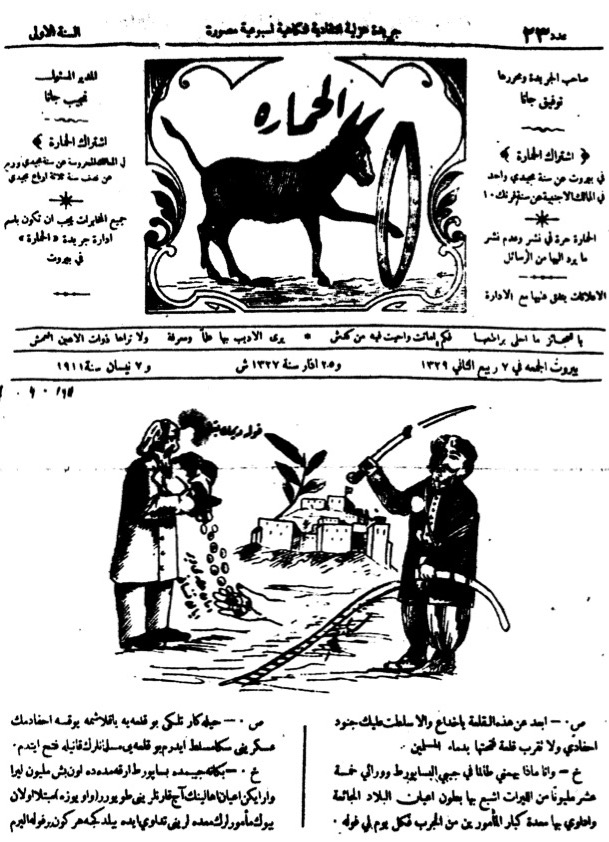
Caricatura de 1911: Saladino (à direita) protestando contra a venda de Al Fula pelos Sursocks, e Yehoshua Hankin (à esquerda) distribuindo dinheiro. Jornal satírico de Haifa, al Himara al Qahira ("O Burro Teimoso").

Entre 1910 e 1911, Elias Sursock vendeu para o Fundo Nacional Judaico uma área de 10.000 dunums ao redor da vila de al-Fula, localizada junto às montanhas de Nazaré em Marj Ibn 'Amir. Os camponeses palestinos se recusaram a deixar a terra e Shukri al-Asali, que era o qaimaqam (governador do distrito) de Nazaré, recusou-se a finalizar a transação e tentou anular a venda. Os próprios moradores enviaram uma petição ao grão-vizir reclamando do uso opressivo do poder arbitrário (tahakkum). Em particular, eles alegavam que Ilyas Sursock e um intermediário venderam terras para pessoas a quem chamavam de "sionistas" e "filhos da religião de Moisés" (siyonist musevi) que não eram súditos otomanos. Segundo eles, a venda privaria 1.000 moradores de seus meios de subsistência. Em petições anteriores relativas a disputas de terras, os judeus eram habitualmente referidos como "israelitas" (Isra'iliyyun). Esse episódio, que ocorreu durante as primeiras compras sionistas dos Sursocks, ficou conhecido como o "Caso Fula" (às vezes erroneamente chamado de "caso Afula" e também chamado às vezes de "incidente al-Fula").
A existência de um castelo cruzado da era de Saladino localizado dentro da área de terra foi usada para aludir à batalha contra os cruzados na oposição à venda de terras. Os palestinos fizeram discursos de oposição no Parlamento Otomano e também publicaram vários artigos em jornais sobre o assunto. Conforme afirma o historiador Rashid Khalidi, "o importante não era se a ruína tinha sido originalmente construída por Saladino: era que os leitores desses jornais acreditavam que parte da herança de Saladino, salvador da Palestina dos cruzados, estava sendo vendida (por implicação, aos "novos cruzados") sem que o governo otomano levantasse um dedo". 
A ação política contra a venda é considerada "a primeira ação orquestrada contra as crescentes atividades sionistas", e a venda pode ser considerada "o evento mais significativo que ocorreu no período anterior à eclosão da Primeira Guerra Mundial".

### Compra de 1918
Os otomanos recusaram-se a autorizar inúmeras vendas, de modo que os Sursocks não conseguiram vender terras significativas a compradores judeus antes da Primeira Guerra Mundial. Em 1912, a Companhia de Desenvolvimento de Terras da Palestina (PLDC) organizou a compra de uma grande área no Vale de Jizreel de Nagib e Albert Sursock, mas a transação não foi concluída devido à Primeira Guerra Mundial. Após a guerra, em 18 de dezembro de 1918, finalmente o acordo foi concluído; cobriu 71.356 dunams no Vale de Jizreel, incluindo Tel Adashim.

### 1921–1925, e despovoamento
Após o início do Mandato Britânico, a Portaria de Transferência de Terras de 1920 removeu todas essas restrições. Entre 1921 e 1925, a família Sursock vendeu seus 80.000 acres (320 km2) de terra no Vale de Jezreel para a Comunidade Americana de Sião (AZC) por quase 750.000 libras. A terra foi comprada pela organização judaica como parte de um esforço para reassentar os judeus que habitavam na terra, bem como outros que vieram de terras distantes. Em 1924, a Associação de Colonização Judaica da Palestina (PJCA) foi criada para assumir o papel da Associação de Colonização Judaica (JCA); a PJCA se tornou a maior proprietária de terras judaica na Palestina. Paralelamente, a PLDC atuou como organização de compras do Fundo Nacional Judaico (JNF). A alta prioridade dada a essas terras deve muito à estratégia seguida por Menachem Ussishkin, que se viu confrontado por outros membros do conselho do JNF. O resultado da aquisição dispendiosa foi que grande parte do capital da organização ficou imobilizado durante a década seguinte.
Sob o Mandato Britânico, as leis de terras foram reescritas, e os fazendeiros palestinos da região foram considerados arrendatários pelas autoridades britânicas. Diante da oposição local, o direito dos Sursocks de vender a terra e deslocar sua população foi mantido pelas autoridades. Várias aldeias compradas, particularmente aquelas no Vale de Jizreel, eram habitadas por arrendatários de terras que foram deslocados após a venda. Os compradores exigiram que a população existente fosse realojada e, como resultado, os arrendatários árabes palestinos foram despejados, tendo alguns recebido uma indenização que os compradores não eram obrigados a pagar pela lei vigente. Embora não lhes fosse legalmente devida qualquer indenização, os inquilinos despejados (1.746 famílias de agricultores árabes, que compreendem 8.730 pessoas no maior grupo de compras), foram compensados com 17 dólares por pessoa (equivalente a 300 dólares em 2024).
Apesar da venda, alguns antigos inquilinos se recusaram a sair, como na vila de Afula. Os novos proprietários achavam inapropriado manter esses fazendeiros como arrendatários em terras destinadas ao trabalho judeu, de acordo com a ideologia do Yishuv de "trabalhar a terra". A polícia britânica cumpriu ordens de despejo, forçando fazendeiros a deixarem suas antigas casas. Durante a década de 1930, os fellahin despejados dirigiram-se para o litoral em busca de trabalho, estabelecendo-se em favelas nos arredores de Jafa e de Haifa.
A Compra de Sursock tornou-se o foco da Comissão Shaw de 1930. O palestino-americano Saleem Raji Farah, filho de um antigo presidente da câmara de Nazaré, preparou uma tabela detalhada das compras de Sursock como prova para a comissão, mostrando 1.746 famílias deslocadas de 240.000 dunums de terra; conforme apresentado na tabela abaixo:  
| Vila                           | Sub-distrito | Dunums  | Feddans | Famílias | Preço    | Data | Vendedor                                        | Atual                          |
| ------------------------------ | ------------ | ------- | ------- | -------- | -------- | ---- | ----------------------------------------------- | ------------------------------ |
| Tel-el-Adas                    | Nazaré       | 22.000  | 120     | 150      | £40.000  | 1921 | Herdeiros de George Lutfalah Sursock            | Tel Adashim                    |
| Jalud e Tel el Fer             | Nazaré       | 30.000  | 230     | 280      | £191.000 | 1921 | Najeeb e Albert Sursock                         | Ma'ayan Harod                  |
| Mahloul                        | Nazaré       | 16.000  | 72      | 90       | £47.000  | 1921 | Najeeb e Albert Sursock                         | Base IDF (perto de Nahalal)    |
| Sofsafe-Ain-Sheika             | Nazaré       | 16.000  | 72      | 90       | £47.000  | 1921 | Najeeb e Albert Sursock                         | Kfar HaHoresh                  |
| Ain-Beida e Mokbey             | Nazaré       | 3.000   | 20      | 25       | £9.000   | 1921 | Najeeb e Albert Sursock                         | Yokneam Moshava                |
| Jinjar                         | Nazaré       | 4.000   | 20      | 25       | £13.000  | 1921 | Najeeb e Albert Sursock                         | Ginegar                        |
| Rob-el-Nasreh                  | Nazaré       | 7.000   | 40      | 50       | £21.000  | 1921 | Najeeb e Albert Sursock                         | Mizra                          |
| ʿAfula                         | Nazaré       | 16.000  | 90      | 130      | £56.000  | 1924 | Herdeiros de Michel Ibrahim Sursock             | Afula                          |
| Jabata                         | Nazaré       | 11.000  | 72      | 90       | £32.000  | 1925 | Herdeiros de Kaleels e Jobran Sursock           | Gvat                           |
| Kneifis                        | Nazaré       | 9.000   | 50      | 60       | £26.000  | 1925 | Herdeiros de Kaleels e Jobran Sursock           | Sarid                          |
| Sulam (apenas dois terços)     | Nazaré       | 6.000   | 35      | 45       | £40.000  | 1925 | Herdeiros de Kaleels e Jobran Sursock e sócios  | Sulam                          |
| Jedro                          | Acre         | 52.000  | 250     | 300      | £15.000  | 1925 | Alfred Sursock                                  | Kiryat Yam                     |
| Kordaneh                       | Acre         | 1.500   | 15      | 20       | £9.000   | 1925 | Alfred Sursock                                  | Tel Afek                       |
| Kefr Etta                      | Acre         | 10.000  | 60      | 75       | £3.000   | 1925 | Alfred Sursock                                  | Kiryat Ata                     |
| Majdal                         | Acre         | 9.000   | 50      | 70       | £27.000  | 1925 | Alfred Sursock                                  | Ramat Yohanan                  |
| Jaida                          | Haifa        | 15.000  | 75      | 110      | £45.000  | 1925 | Herdeiros da família Tueni (sócios dos Sursock) | Ramat Yishai                   |
| Tel-el-Shemmam                 | Haifa        | 8.000   | 40      | 50       | £25.000  | 1925 | Herdeiros da família Tueni (sócios dos Sursock) | Kfar Yehoshua                  |
| Subtotal (excluindo os abaixo) |              | 219.500 | 1.239   | 1.570    | 599.000  |      |                                                 |                                |
|                                |              |         |         |          |          |      |                                                 |                                |
| Hartieh                        | Haifa        | n.a.    | 50      | 60       | n.a.     | 1925 | Alexander Sursock                               | Sha'ar HaAmakim                |
| Sheikh Bureik                  | Haifa        | n.a.    | 40      | 50       | n.a.     | 1925 | Alexander Sursock                               | Parque nacional de Bete-Searim |
| Harbaj                         | Haifa        | n.a.    | 70      | 90       | n.a.     | 1925 | Alexander Sursock                               | Kfar Hasidim                   |
| Kiskis e Tabon                 | Haifa        | n.a.    | 30      | 36       | n.a.     | 1925 | Herdeiros de Matta Farah (sócios dos Sursock)   | Kiryat Tiv'on                  |

Outras aldeias vendidas pelos Sursocks incluíam:
- Khirbat al-Shuna
- Malhamiyah (que se tornou Menahemia)

## Assentamentos judaicos
Após a compra da terra, os fazendeiros judeus criaram seus primeiros assentamentos modernos, fundaram a atual cidade de Afula e drenaram os pântanos para permitir o desenvolvimento de áreas que há séculos eram inabitáveis. Em 11 de setembro de 1921, fundaram Nahalal, o primeiro moshav do país, no local da antiga vila de Mahalul. Em 1969, Moshe Dayan, que cresceu em Nahalal, mencionou o moshav – juntamente com três outros locais que fizeram parte da Compra de Sursock – como exemplos de que àquela época não havia “nenhum lugar construído neste país que não tenha tido uma antiga população árabe”.